# Новоандрєєво
Новоандрєєво (рос. Новоандреево) — присілок у Тихвінському районі Ленінградської області Російської Федерації.
Населення становить 72 особи. Належить до муніципального утворення Мелегежське сільське поселення.

## Історія
Населений пункт розташований на історичній Новгородській землі, знищеній Московським царством у 15 столітті.
Згідно із законом від 1 вересня 2004 року № 52-оз належить до муніципального утворення Мелегежське сільське поселення.

## Населення
| 1879 | 1885 | 1910 | 1928 | 1961 | 1997 | 2002 |
| ---- | ---- | ---- | ---- | ---- | ---- | ---- |
| 159  | ↘140 | ↗215 | ↘111 | ↗179 | ↘73  | ↘53  |
| 2007 | 2010 |      |      |      |      |      |
| ↗59  | ↗72  |      |      |      |      |      |

## Люди
В селі народився Орлов Іван Іванович (1875—1950) — український живописець, художник театру.